# Вест Данди (Илиноис)
Вест Данди (енгл. West Dundee) град је у америчкој савезној држави Илиноис.

## Демографија
По попису из 2010. године број становника је 7.331, што је 1.903 (35,1%) становника више него 2000. године.
| Група             | 2000.         | 2010.         |
| Белци             | 4.951 (91,2%) | 5.824 (79,4%) |
| Афроамериканци    | 33 (0,6%)     | 137 (1,9%)    |
| Азијати           | 120 (2,2%)    | 520 (7,1%)    |
| Хиспаноамериканци | 231 (4,3%)    | 751 (10,2%)   |
| Укупно            | 5.428         | 7.331         |